# Panorpidium
Panorpidium (лат.) — род вымерших насекомых из отряда прямокрылых. Существовали в мезозойскую эру, с триасового по меловой периоды (208,5—93,5 миллионов лет назад). Обнаружены в ископаемых отложениях Евразии (Великобритания, Швейцария, Германия, Китай, Казахстан, Российская Федерация, Южная Корея и Мьянма). Это были подвижные растительноядные наземные насекомые с хорошо развитым зрением.

## Виды
По данным сайта Paleobiology Database, на февраль 2024 года в род включают следующие вымершие виды:
- Panorpidium beyrichi Giebel, 1856
- Panorpidium bimaculatum Gorochov et al., 2006
- Panorpidium deichmuelleri Handlirsch, 1906
- Panorpidium geinitzi Heer, 1880
- Panorpidium lata Sharov, 1968
- Panorpidium liasina Giebel, 1856
- Panorpidium lithophila Germar, 1842
- Panorpidium longicornis Handlirsch, 1906
- Panorpidium longirostre Peñalver and Grimaldi, 2010
- Panorpidium maculosum Zhou et al., 2022
- Panorpidium magna Handlirsch, 1906
- Panorpidium media Handlirsch, 1906
- Panorpidium mesostena Handlirsch, 1939
- Panorpidium minima Handlirsch, 1906
- Panorpidium minuta Sharov, 1968
- Panorpidium oppenheimi Handlirsch, 1906
- Panorpidium parvum Gorochov et al., 2006
- Panorpidium phyllophora Handlirsch, 1906
- Panorpidium proximum Gorochov et al., 2006
- Panorpidium reticulata Handlirsch, 1920
- Panorpidium sibirica Sharov, 1968
- Panorpidium spica Kim et al., 2021
- Panorpidium tessellatum Westwood, 1854
- Panorpidium westwoodi Handlirsch, 1906
- Panorpidium yixianensis Fang et al., 2015